# Merhynchites pailmii
Merhynchites pailmii là một loài bọ cánh cứng trong họ Rhynchitidae. Loài này được Schaeffer miêu tả khoa học năm 1905.